# 4410 Kamuimintara
4410 Kamuimintara è un asteroide della fascia principale. Scoperto nel 1989, presenta un'orbita caratterizzata da un semiasse maggiore pari a 3,0515238 UA e da un'eccentricità di 0,0967533, inclinata di 11,12858° rispetto all'eclittica.